# Stazione di Legnano
La stazione di Legnano è una stazione ferroviaria posta sul tronco comune alle linee Domodossola-Milano, Luino-Milano e Porto Ceresio-Milano. Serve l'omonima città lombarda. È gestita da RFI.

## Storia

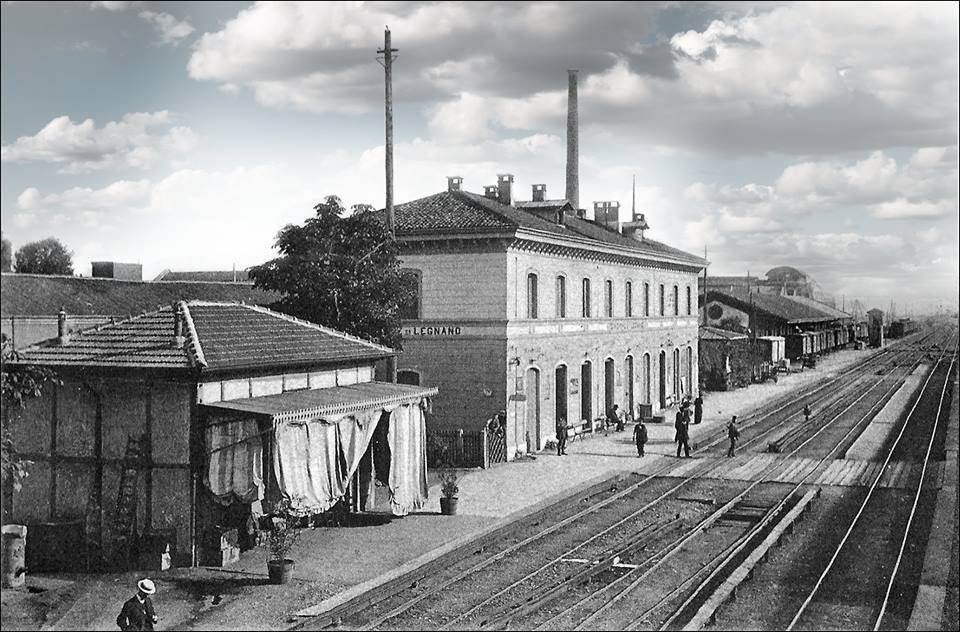
La stazione di Legnano nel 1910

L'apertura della stazione risale al 20 dicembre 1860, con la costruzione della tratta ferroviaria Rho-Gallarate, diramazione della linea Torino-Milano costruita per il traffico locale.
L'infrastruttura ferroviaria seguì le vicissitudini di tutte le ferrovie costruite dal gruppo Rothschild: il personale fece capo alla Società delle strade ferrate della Lombardia e dell'Italia Centrale fino al 1865, quando cambiò denominazione in Società per le Ferrovie dell'Alta Italia. Con la Convenzione del 1885, entrò nella sfera della Rete Mediterranea, mentre dal 1905 passò alle Ferrovie dello Stato. È stata elettrificata il 14 ottobre 1901. Nel 1906, con l'attivazione del traforo del Sempione, la linea divenne parte dell'importante itinerario internazionale da Milano verso la Svizzera.
Fino al 1939 era presente una passerella pedonale che scalvava la ferrovia e che era nota popolarmente in dialetto legnanese come bilòria, termine privo di un'etimologia precisa. Venne costruita alla fine del XIX secolo. Negli anni novanta è stato inaugurato il moderno parcheggio, mentre all'inizio del XXI secolo è stato costruito un sottopasso ciclo-pedonale.

## Strutture e impianti
Si tratta di una stazione di superficie a tre binari di cui due serviti da banchine; il terzo, il binario centrale, non è più utilizzato. È ubicata in Piazza Buti, nel centro della città vicino al Monumento al Guerriero di Legnano.

## Movimento
La stazione è servita da treni regionali e dal servizio ferroviario suburbano di Milano, Linea S5 (Varese-Pioltello Limito-Treviglio), svolto da Trenord, a cadenza ogni 30 minuti, nell'ambito di contratto stipulato con la Regione Lombardia.

## Servizi

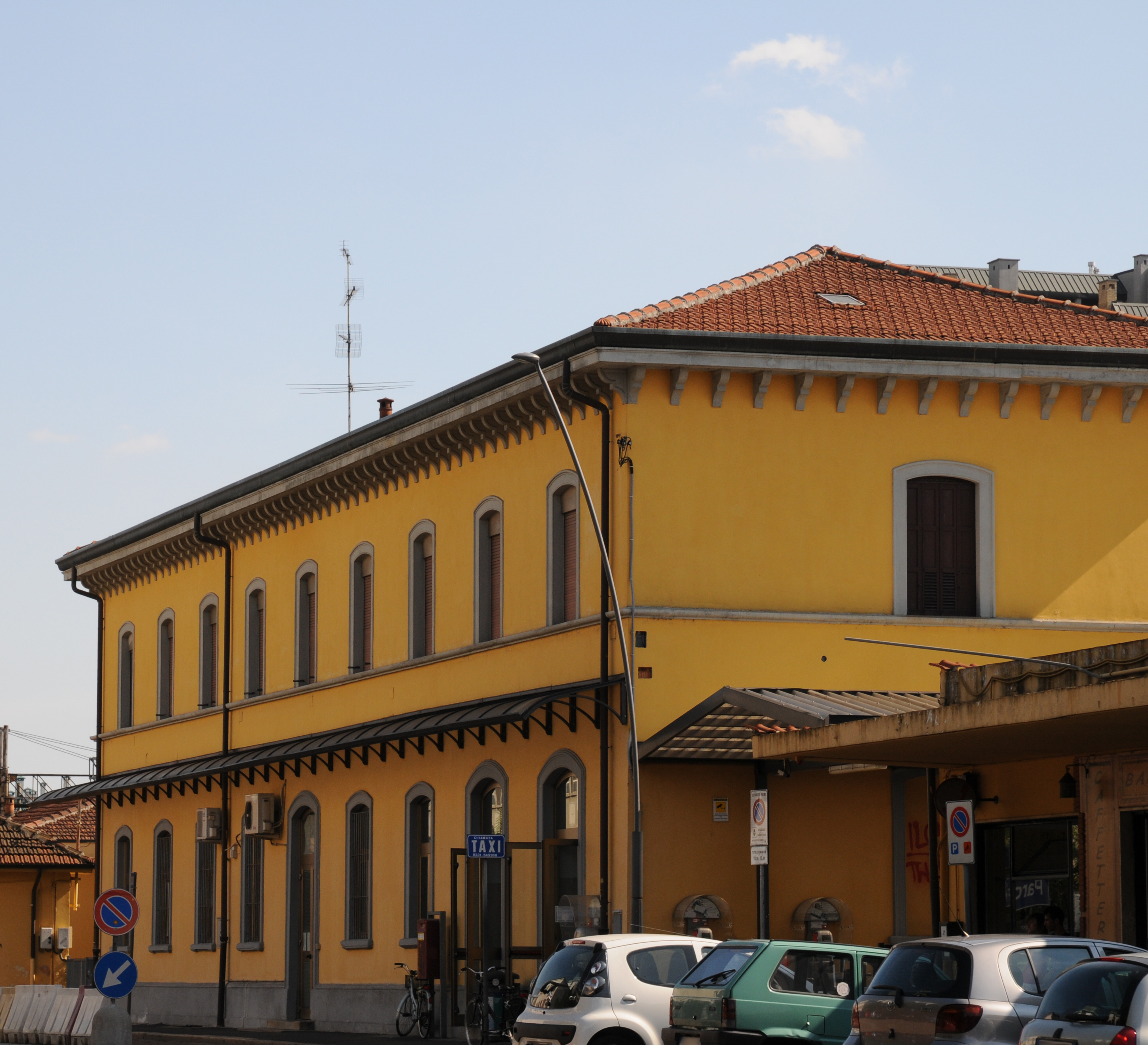
La stazione lato piazzale

La stazione offre i seguenti servizi:
- Biglietteria a sportello
- Sala d'attesa
- Servizi igienici
- Parcheggio bici
- Parcheggio auto
- Sottopassaggio
- Accessibilità per portatori di handicap
- Bar
- Edicola

## Interscambi
- Fermata autobus MOVIBUS.

Dal 1881 al 1951, nelle vicinanze della stazione ferroviaria, era possibile un interscambio con i tram della tranvia Milano-Gallarate gestita dalla STIE.

## Galleria d'immagini

La stazione di Legnano nel 1920
La passerella pedonale che scavalcava la ferrovia e che era nota popolarmente in dialetto legnanese come bilòria in un'immagine del 1904
La bilòria in un'immagine del 1910